# Мустафа Барути
Мустафа Барути (на албански: Mustafa Baruti) е албански политик и общественик.

## Биография
Мустафа Барути е роден в град Струга, тогава в Османската империя. Участва като делегат на Събранието във Вльора и подписва Декларацията за независимост на Албания на 28 ноември 1912 година.